# 渡嘉敷村
渡嘉敷村（日语：／ Tokashiki son */?，琉球語：／ ）位於琉球列島沖繩群島沖繩島那霸市西方約40公里。轄區包括慶良間群島的渡嘉敷島、前島及附近島嶼，大致上以慶良間群島東半部為主。

## 地理

### 轄區
| - 阿波連 | - 渡嘉敷 | - 前島 |

## 歷史
- 1896年4月1日：實施郡區制，為島尻郡轄下「渡嘉敷島」之行政區。
- 1908年4月1日：實施島嶼町村制，將原本的渡嘉敷島改為渡嘉敷村。

## 交通

### 道路
- 沖繩縣道186號渡嘉敷港線
- 村道國立沖繩青年之家線
- 村道阿波連線

### 港口
- 渡嘉敷港

## 教育

### 中學校
- 渡嘉敷村立渡嘉敷小中學校

### 小學校
| - 渡嘉敷村立渡嘉敷小中學校 | - 渡嘉敷村立阿波連小學校 |